# 井村正勝
井村 正勝（いむら まさかつ、1943年3月15日 - ]）は、日本の経営者。井村屋製菓社長を務めた。

## 来歴・人物
三重県出身。1966年に学習院大学法学部を卒業し、1968年に井村屋製菓に入社。1977年6月に取締役、1983年6月に常務、1987年6月に専務を経て、1991年6月に社長に就任。1997年6月に会長に就任。
2017年11月に旭日双光章を受章。